# Vela (XYZ)
Pour les articles homonymes, voir Vela et XYZ.

Vela (XYZ) vue du VLT Survey Telescope. L'image montre des nuages filandreux de couleur rose vif et orange doré, imbriqués les uns dans les autres, comme les fragments désordonnés d'une toile d'araignée. À proximité de ces nuages colorés, on trouve des étoiles massives d'un bleu éclatant. Entre les nuages, il y a des trous qui révèlent des étoiles bleues et jaunes, comme des cierges magiques. Cette image détaillée est composée de 554 millions de pixels et est une mosaïque combinée d'observations réalisées avec la caméra OmegaCAM de 268 millions de pixels du VLT Survey Telescope, hébergé à l'observatoire du Cerro Paranal de l'ESO. Pour capturer cette image, quatre filtres ont été utilisés, représentés ici par une combinaison de magenta, bleu, vert et rouge. Le résultat est une vue extrêmement détaillée et étonnante des filaments gazeux du vestige et des étoiles bleues brillantes de l'avant-plan. Octobre 2022.

Vela (XYZ), ou SNR G263.9-03.3, est un rémanent de supernova de la constellation des Voiles. Il s'agit d'un rémanent proche et de grande extension spatiale, abritant en son sein un des pulsars les plus étudiés, le pulsar des Voiles (PSR B0833-45).
Il est situé dans une région contenant plusieurs autres rémanents notables : RX J0852.0-4622, plus jeune et appelé pour cette raison Vela Junior (situé en avant-plan), et Puppis A (situé en arrière-plan). Ces deux rémanents, plus modestes en termes de taille angulaire, recouvrent partiellement Vela (XYZ), ce qui a rendu leur identification difficile, en particulier pour Vela Junior. Vela (XYZ) est également à proximité de la nébuleuse du Crayon (NGC  2736), objet qui pourrait être en interaction avec lui, quoique cette hypothèse soit incertaine.
Le nom de Vela (XYZ) vient de ce que la grande extension spatiale du rémanent et ses hétérogénéités ont rendu son identification en tant qu'objet unique relativement difficile. Ses régions les plus brillantes ont d'abord été appelées Vela X, Vela Y et Vela Z (Vela est le nom latin de la constellation des Voiles) avant d'être appréhendées comme diverses parties d'un seul objet.

## Caractéristiques physiques
Vela (XYZ) est un des plus grands rémanents identifiés en termes de taille angulaire : son diamètre apparent est supérieur à 4 degrés. Son aspect est très variable selon la longueur d'onde d'observation. En ondes radio, il apparaît sous la forme d'une coquille au sein de laquelle on distingue une nébuleuse de vent de pulsar. Son type est classé parmi les composites. En optique, seuls des filaments sont visibles, alors qu'en X, la structure en coquille est plus irrégulière et la région centrale plus marquée, signe de l'activité intense du pulsar central.
Il compte parmi les rémanents les plus lumineux dans le domaine radio, avec une densité de flux de 1750 Jy à la fréquence de 1 GHz. Son rayon se déduit de sa distance et de sa taille angulaire. Il vaut environ 12 parsecs, correspondant à une taille compatible d'un rémanent de quelques milliers voire dizaines de milliers d'années.
Sa distance estimée par la méthode d'absorption HI serait de 0,25 kpc, après avoir longtemps été surestimée à 0,5 kpc environ. Cependant, la mesure la plus fiable semble pouvoir être réalisée à l'aide de la méthode de la parallaxe du pulsar central obtenue grâce aux données astrométriques optiques du télescope spatial Hubble. Cette méthode, la seule à ce jour à avoir déterminé la distance d'un pulsar par parallaxe optique, fixe la distance à 0,3 kpc. D'autres méthodes spectroscopiques confirment cet ordre de grandeur.
L'âge exact de Vela (XYZ) est difficile à évaluer. La méthode de l'âge caractéristique utilisée pour les pulsar n'est pas utilisable pour le pulsar de Vela, car celle-ci présuppose qu'une des caractéristiques du pulsar, l'indice de freinage (qui détermine de quelle façon la période de rotation du pulsar ralentit avec le temps) ait une valeur de l'ordre de 3, alors que pour ce pulsar, qui s'avère être très atypique, il est proche de l'unité. L'âge caractéristique est de 11 000 ans, mais l'âge réel pourrait différer de celui-ci d'un facteur deux.

## Objet central
L'objet central de Vela (XYZ) est le pulsar dit pulsar de Vela, aussi appelé PSR B0833-45. Il fait partie des pulsars les plus étudiés, faisant partie des tout  premiers pulsars jeunes découverts à la fin des années 1960 (avec le pulsar du Crabe), présentant de nombreuses irrégularités dans sa rotation, appelées glitches, et présentant une évolution séculaire de celle-ci assez atypique (voir ci-dessus).

## Association possible avecRX J0852.0-4622
La proximité entre Vela (XYZ) et RX J0852.0-4622, tous deux situés à moins de 400 pc de la Terre, a naturellement amené les astronomes à s'interroger sur l'éventualité d'un lien physique entre ces deux rémanents. Leurs centres ne sont en effet séparés que de quelques dizaines de parsecs, rendant possible l'hypothèse que les deux objets soient issus de la même région de formation d'étoile. Un indice étonnant favorisant cette hypothèse est la présence d'une nébuleuse dite nébuleuse du Crayon à proximité immédiate des deux rémanents. L'analyse spectroscopique de cet objet pourrait amener à interpréter la présence de celui-ci comme résultant de la collision des enveloppes externes des deux rémanents. Cette hypothèse reste cependant incertaine, car elle supposerait de réévaluer les distances des deux objets d'environ 20 % chacune (à la hausse pour Vela Junior, à la baisse pour Vela (XYZ)), ce qui semble difficile au vu des autres contraintes existantes sur la distance de ces objets. Des interactions entre le bord de Vela (XYZ) et une région inhomogène du milieu interstellaire apparaît être une explication plus simple.